# Arjan Wiegers
Arjan Wiegers (Winschoten, 6 mei 1989) is een voormalig Nederlands voetballer.
Wiegers speelde in de jeugd bij BV Veendam en FC Groningen. Hij speelde daarna voor VV Westerwolde in de vijfde klasse, FC Ter Apel '96 in de eerste klasse en VV Nieuw Buinen in de eerste- en hoofdklasse. In het seizoen 2012/13 speelde hij als prof voor SC Veendam in de Eerste divisie. De club ging echter gedurende het seizoen failliet waarna Wiegers terugkeerde bij Nieuw Buinen. Van 2014 tot en met 2025 speelde hij bij Go-Ahead Kampen, op drie seizoenen bij IJVV na.
Wiegers speelde ook voor het Nederlands postelftal waarmee hij in 2008 brons en in 2011 goud won op het Europees kampioenschap voor postelftallen.

## Statistieken
| Seizoen | Club       | Competitie     | Wedstrijden | Doelpunten |
| ------- | ---------- | -------------- | ----------- | ---------- |
| 2012/13 | SC Veendam | Eerste divisie | 9           | 0          |